# De Havilland DH.100 Vampire
Le de Havilland Vampire, aussi connu sous la dénomination DH.100, est le second avion à réaction militaire construit par le Royaume-Uni, avec la société de Havilland. Mis en service juste après la Seconde Guerre mondiale, il présente la particularité d'être équipé d'un fuselage arrière bipoutre. C'est le premier avion à réaction à avoir traversé l'océan Atlantique, et le premier avion à réaction capable d'opérer depuis un porte-avions. Plus de 4 500 exemplaires ont été construits, dont une partie sous licence, et utilisés par environ 25 pays différents.

## Historique

### Conception
Alors que, à la suite des travaux de Frank Whittle, les premiers réacteurs anglais faisaient leur apparition, le Ministère de l'Air se déclara intéressé par un avion de chasse léger équipé d'un tel moteur et armé de 4 canons de 20 mm. La société de Havilland proposa le DH.100 avec son fuselage bipoutre, conçu autour du réacteur Halford H.1 qu'elle avait développé elle-même. Cette formule permettait d'avoir un fuselage très compact. Ce dernier était en bois, faisant appel aux techniques avancées déjà utilisées sur le de Havilland Mosquito. Le train d'atterrissage était tricycle.
Deux prototypes furent commandés en avril 1942. Le premier fit son vol inaugural le 20 septembre 1943 au départ d'Hatfield, piloté par Geoffrey de Havilland, fils du fondateur de la firme. Deux autres prototypes furent construits et testés à partir de 1944. Quelques modifications durent être apportées mais, globalement, l'avion donnait toute satisfaction. Une première commande pour 120 avions fut passée en mai 1944 et le premier avion de série vola le 20 avril 1945.

### Le Vampire

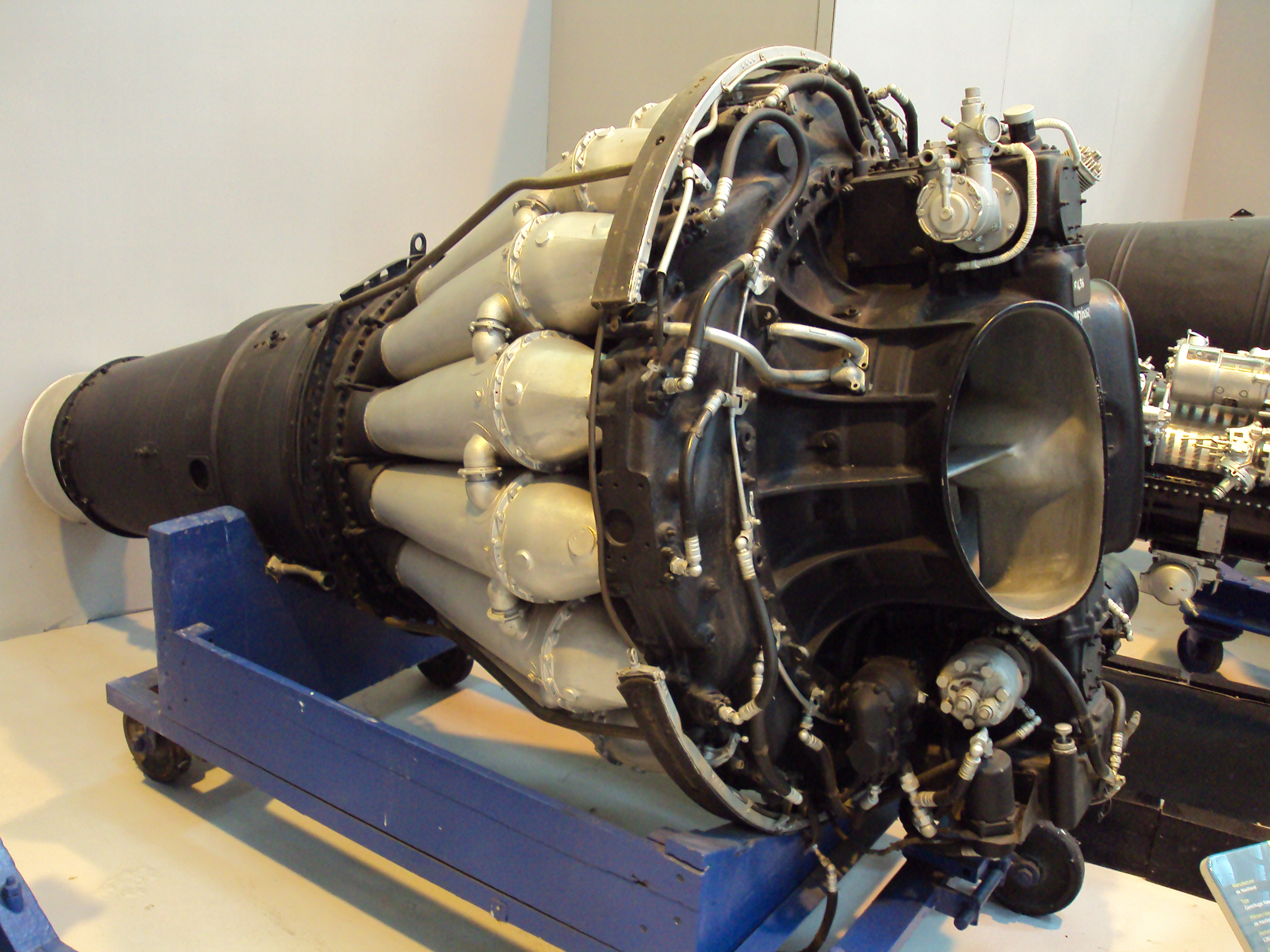
Un réacteur Goblin 2.

Le premier escadron de la Royal Air Force équipé de Vampire F.1 fut le Squadron 247, déclaré opérationnel en mars 1946. Les Squadron 54 et 72 furent équipés la même année. La plupart des 228 exemplaires furent construits par English Electric à Preston. À partir du 40e exemplaire, un réacteur Goblin 2 (15 % plus puissant que le Goblin 1) fut installé et l'avion pouvait emporter des réservoirs de carburant sous les ailes. À partir du 51e exemplaire, la verrière fut modifiée et le poste de pilotage pressurisé.
Une version F.2 équipée d'un réacteur Rolls-Royce Nene fut construite à trois prototypes seulement. Le 4 novembre 1946 vola le premier Vampire F.3 : il avait une aile modifiée pour stocker plus de carburant, et des dérives modifiées pour améliorer la stabilité. L'avion entre en service en avril 1948, au sein du Squadron 54. Mi-juillet 1948, six Vampire de cette unité sont les premiers avions à réaction à accomplir une traversée de l'océan Atlantique, après un vol de 8 h 18 min entre le Royaume-Uni et le Canada, avec deux escales intermédiaires. Un total de 222 exemplaires sont construits par English Electric.
À la suite de la décision de la RAF d'utiliser plutôt le Gloster Meteor pour le rôle d'avion de chasse, une version FB.5 capable de missions d'attaque au sol fut développée en 1948. Avec son train d'atterrissage rehaussé et sa structure renforcée, elle pouvait emporter deux bombes de 454 kg (ou deux réservoirs de carburant) et huit roquettes de 76,2 mm. Le premier Vampire FB.5 (un Vampire F.1 modifié) fit son premier vol le 29 juin 1948, et le premier avion de série fut livré au Squadron 54 en 1949. Cette version fut construite à 857 exemplaires par English Electric et 187 exemplaires par de Havilland, mais également produite sous licence en Italie et en Inde.
La version FB.8 correspond au de Havilland Venom. Elle fut suivie par une version FB.9 équipée d'un poste de pilotage à air climatisé, et destinée aux pays à climat chaud : entre 1951 et 1953, cette version fut construite à 224 exemplaires par de Havilland, ainsi que 42 exemplaires par English Electric et 51 par Fairey Aviation.
Sous la désignation DH.113, de Havilland développe une version biplace NF.10 destinée à la chasse de nuit, dans laquelle deux membres d'équipage étaient assis côte à côte, le fuselage était allongé de 1,17 m pour permettre l'installation d'un radar, et un réacteur Goblin 3 (24 % plus puissant que le Goblin 1) permettait de compenser l'augmentation du poids. Le premier vol de cette version eut lieu le 28 août 1949, et la première unité équipée fut le Squadron 25 en juillet 1951. Un total de 75 exemplaires furent construits par de Havilland, dont 36 modifiés par la suite pour l’entraînement des navigateurs.
À partir de la version NF.10, de Havilland réalise une version à double commandes destinée à l’entraînement : désignée DH.115 par le constructeur et T.11 par la Royal Air Force, elle fait son premier vol le 15 novembre 1950. En cours de production, la verrière fut modifiée pour améliorer le champ de vision des pilotes et deux sièges éjectables furent installés. Un total de 507 exemplaires furent construits par de Havilland, et 30 avions supplémentaires par Fairey Aviation. Dans la Royal Air Force, le T.11 est utilisé jusqu'en 1962 pour l’entraînement, quelques exemplaires étant conservés jusqu'en 1967. La Suisse fabrique trois exemplaires  de DH.115 Mk 1 sous licence pour évaluer l'intérêt de la formule. Devant le résultat positif du test la Fabrique fédérale d'avions d'Emmen en fabrique sept de plus équipés de sièges éjectables en 1956. Vingt appareils neufs supplémentaires sont commandés en 1958 et en 1959, neuf appareils supplémentaire sont rachetés au surplus britanniques.
Ce monoplace, monoréacteur, est un appareil plus léger donc moins cher que le Meteor. De construction rustique, il présente une plus grande polyvalence d’emploi. L'armée de l'air française le choisit en 1948 car « certes, il offrait des performances inférieures à celles de ses concurrents, mais était remarquablement facile à piloter et pourrait devenir beaucoup plus rapide si on remplaçait le réacteur de Havilland Goblin d’origine par un Rolls-Royce Nene plus puissant ».

### Le Sea Vampire

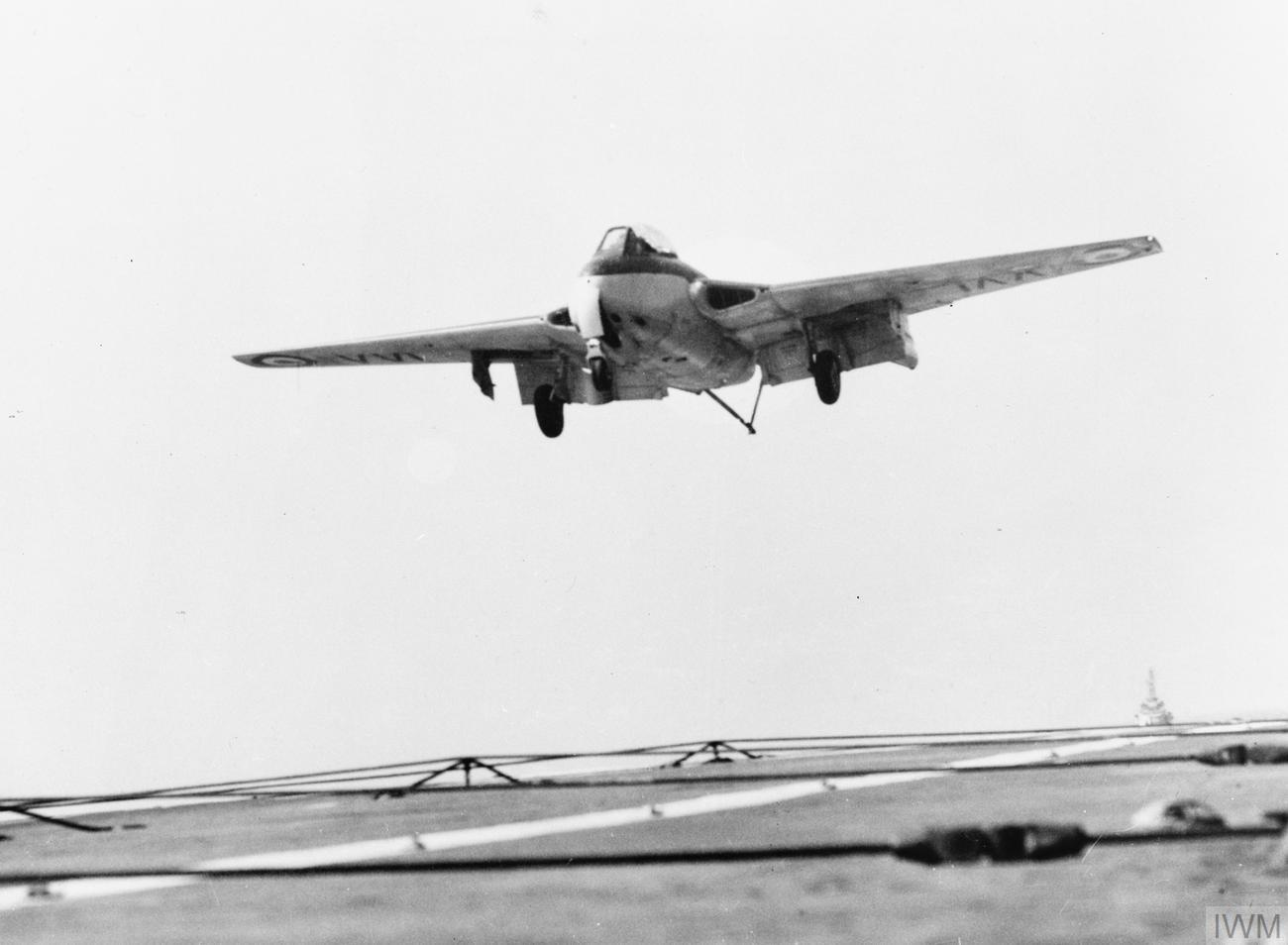
Un Sea Vampire sur le point d'apponter.

Dès le mois de mars 1945, le second prototype du Vampire F.1 fut modifié pour effectuer des tests à bord d'un porte-avions (ajout d'une crosse d'appontage, aérofreins et volets agrandis, réacteur Goblin 2). Des essais en mer sont réalisés en décembre 1945 avec le bâtiment HMS Ocean. En 1947, la Royal Navy commanda une série d'appareils désignés F.20 Sea Vampire, ayant également la nouvelle aile du F.3 et le train d'atterrissage allongé du FB.5. Fabriqués par English Electric, les 18 exemplaires furent livrés à partir du mois d'octobre 1948 et utilisés jusqu'en 1956/1957 pour former les pilotes à l'utilisation d'un avion à réaction.
Le Sea Vampire T.22 désigne de son côté la variante du biplace T.11 d’entraînement utilisée par la Royal Navy, construite à 73 exemplaires entre 1952 et 1955. Elle était cependant incapable d'opérer à partir d'un porte-avions.

### À l'export
Le Vampire rencontra un grand succès à l'export, avec plus de vingt pays utilisateurs dont les principaux furent la France, l'Inde et la Suède (plus de 400 exemplaires chacun). De nombreux exemplaires ont été produits sous licence en Australie, France, Inde, et Suisse. Ces deux premiers pays ont construit une version équipée d'un réacteur Rolls-Royce Nene.

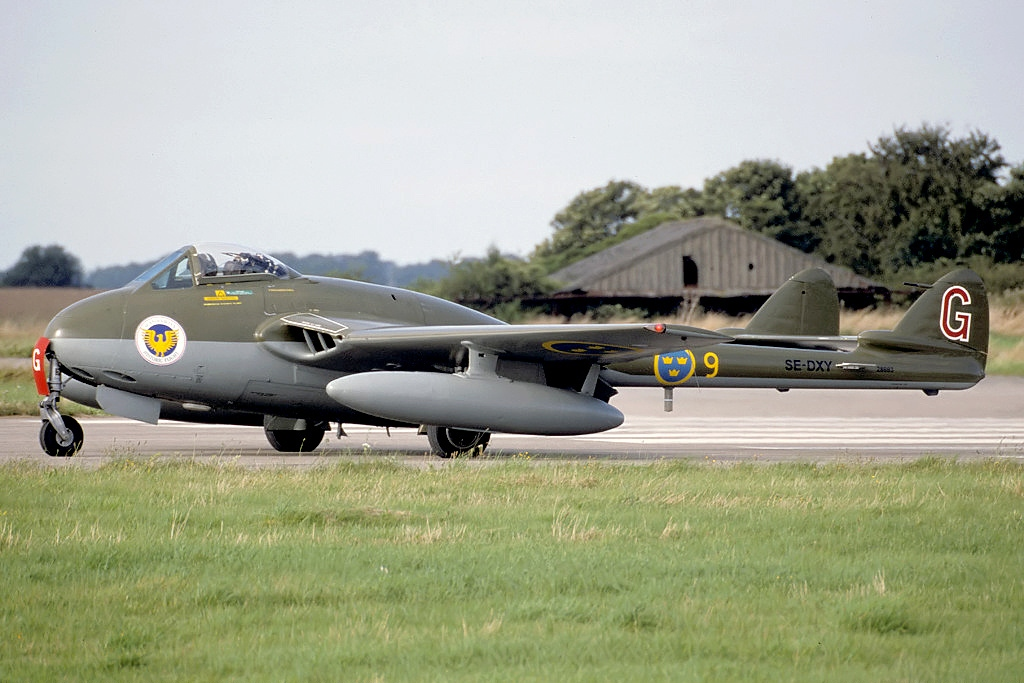
Un Vampire aux couleurs de la Suède.

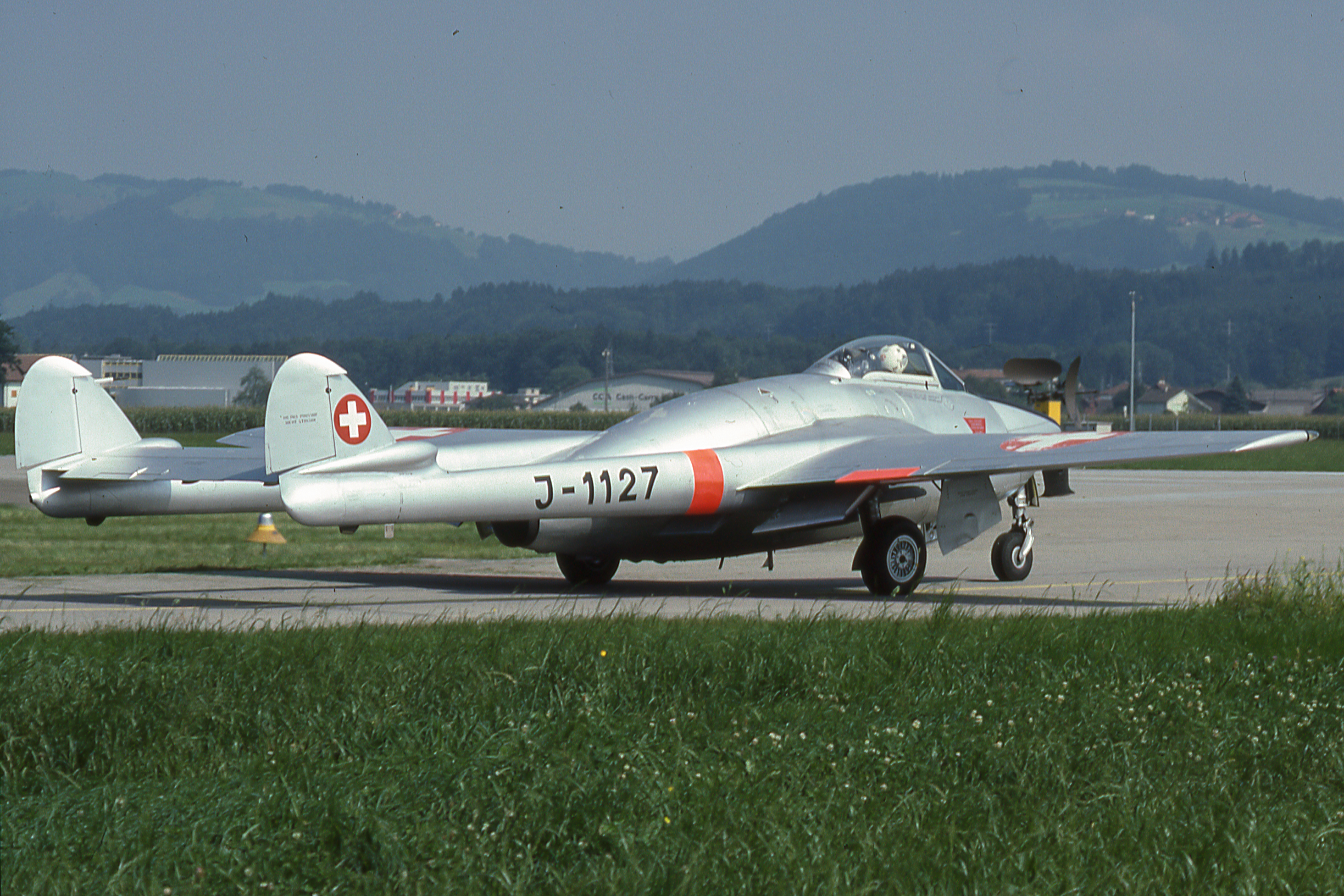
Un Vampire suisse dans ses derniers jours de service à Emmen en 1990.

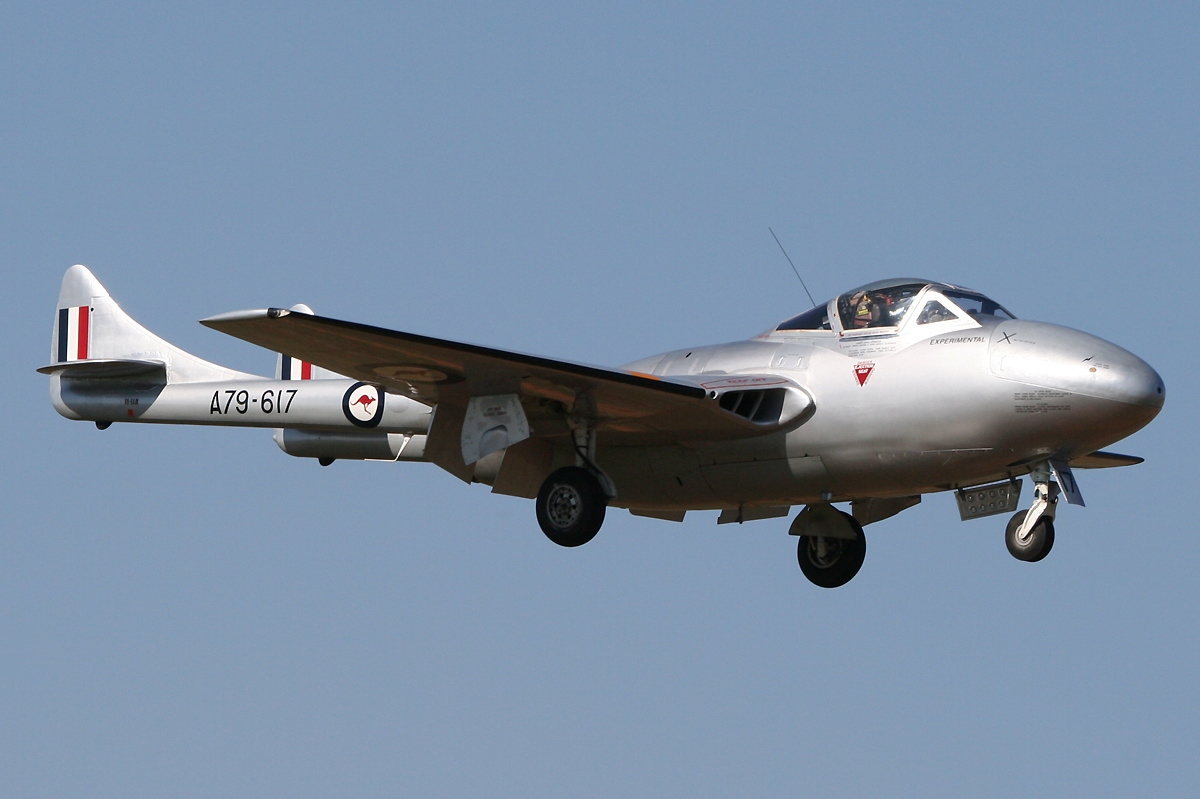
Un Vampire T.35 australien.

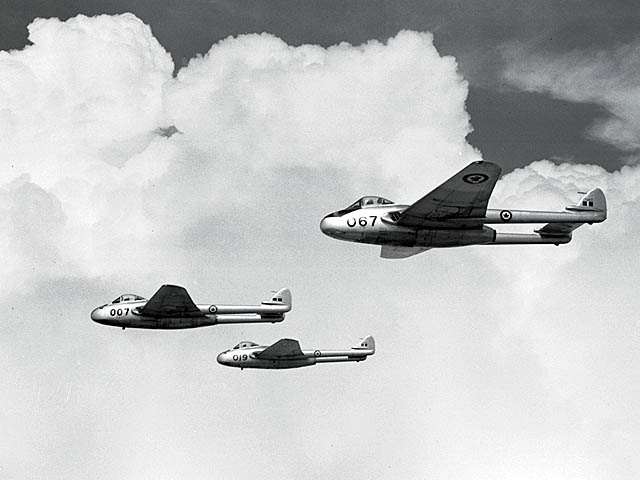
Trois Vampire F.3 canadiens en formation.

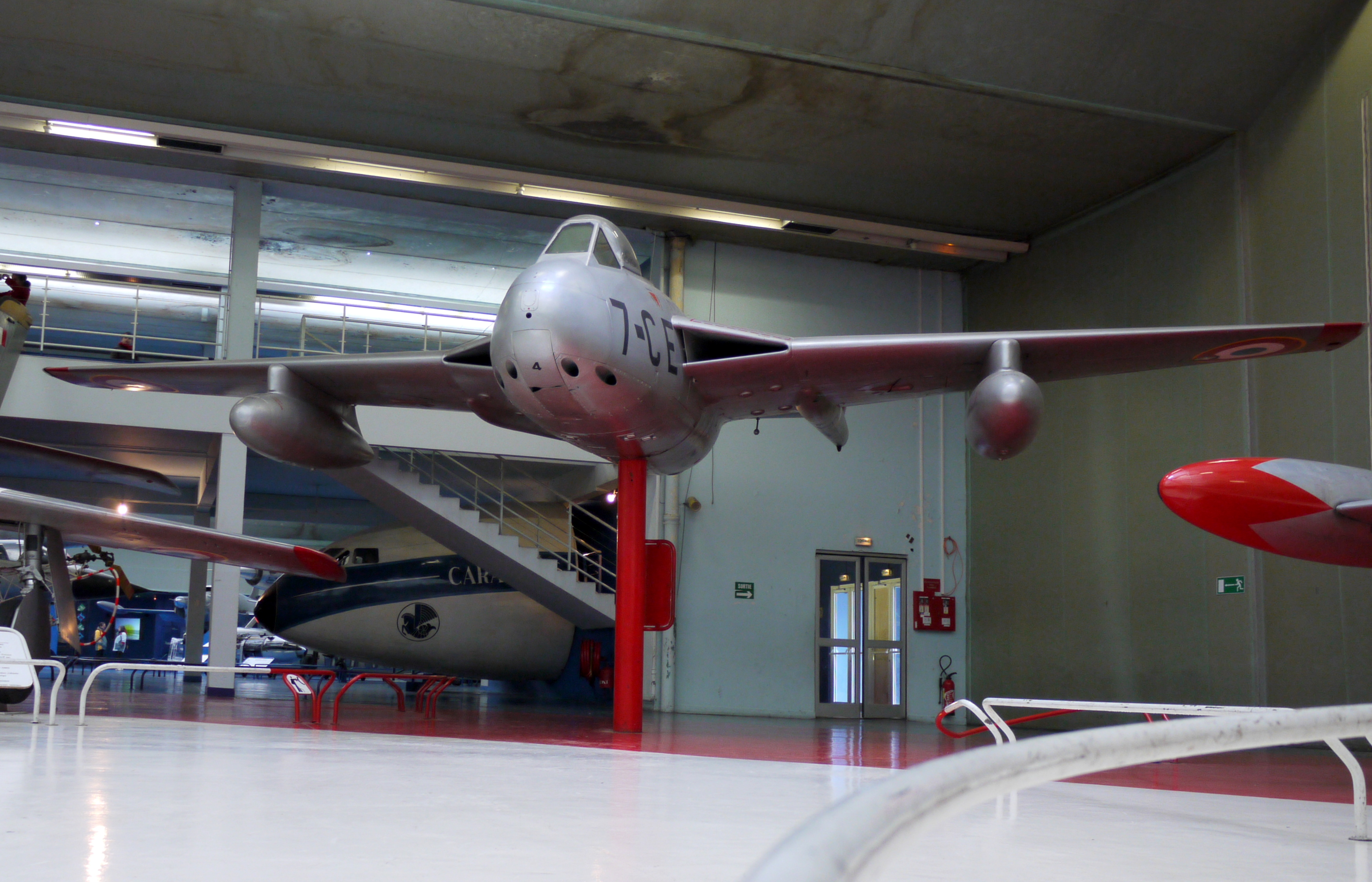
Un Mistral français.

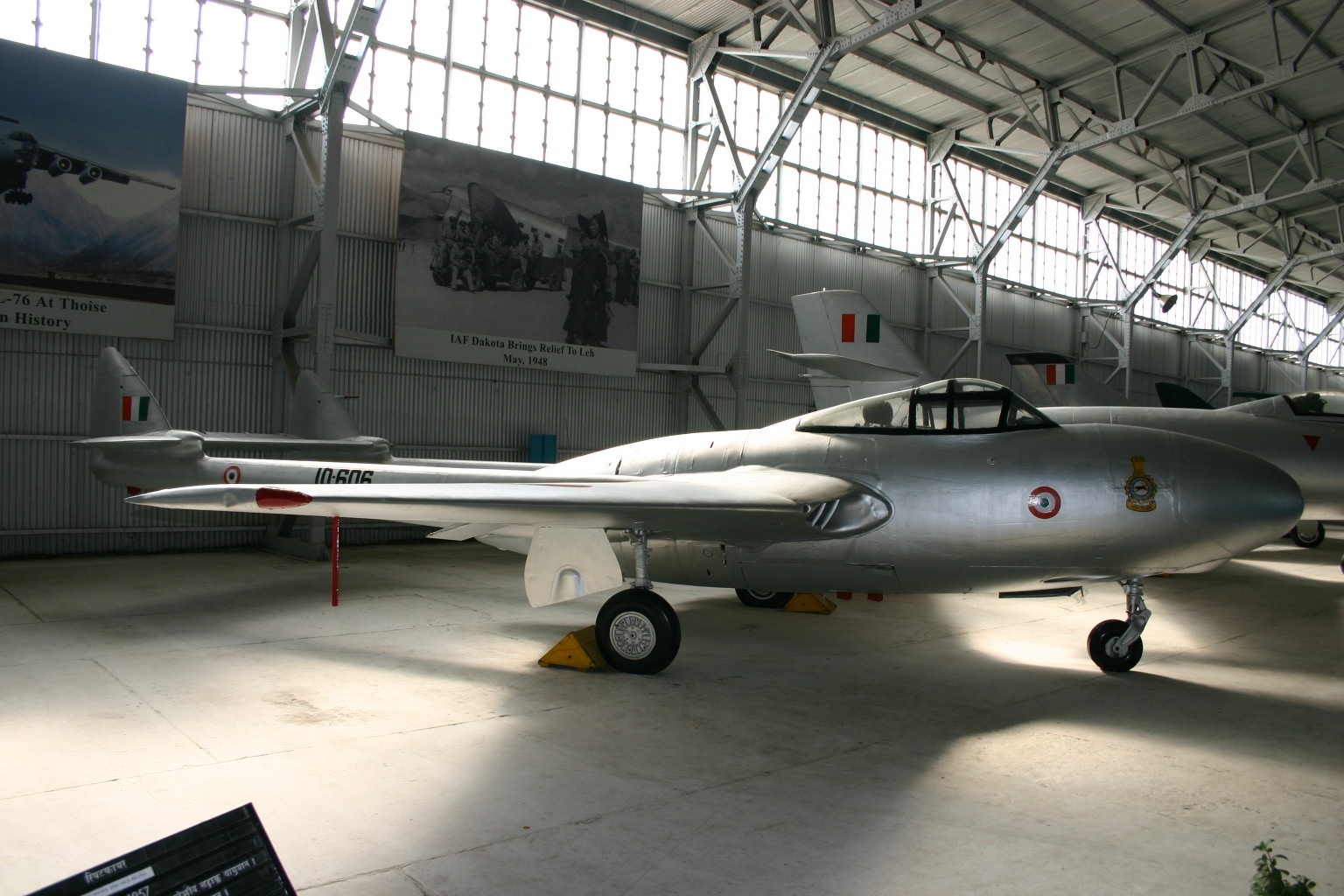
Un Vampire NF.54 indien.

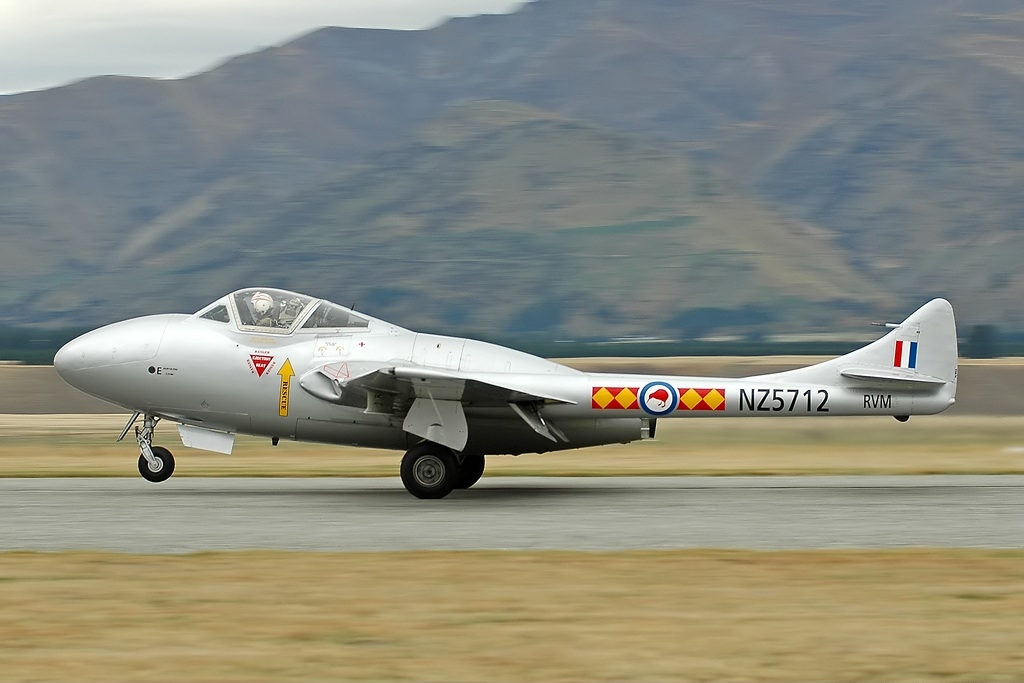
Un Vampire T.11 aux couleurs de la Nouvelle-Zélande.

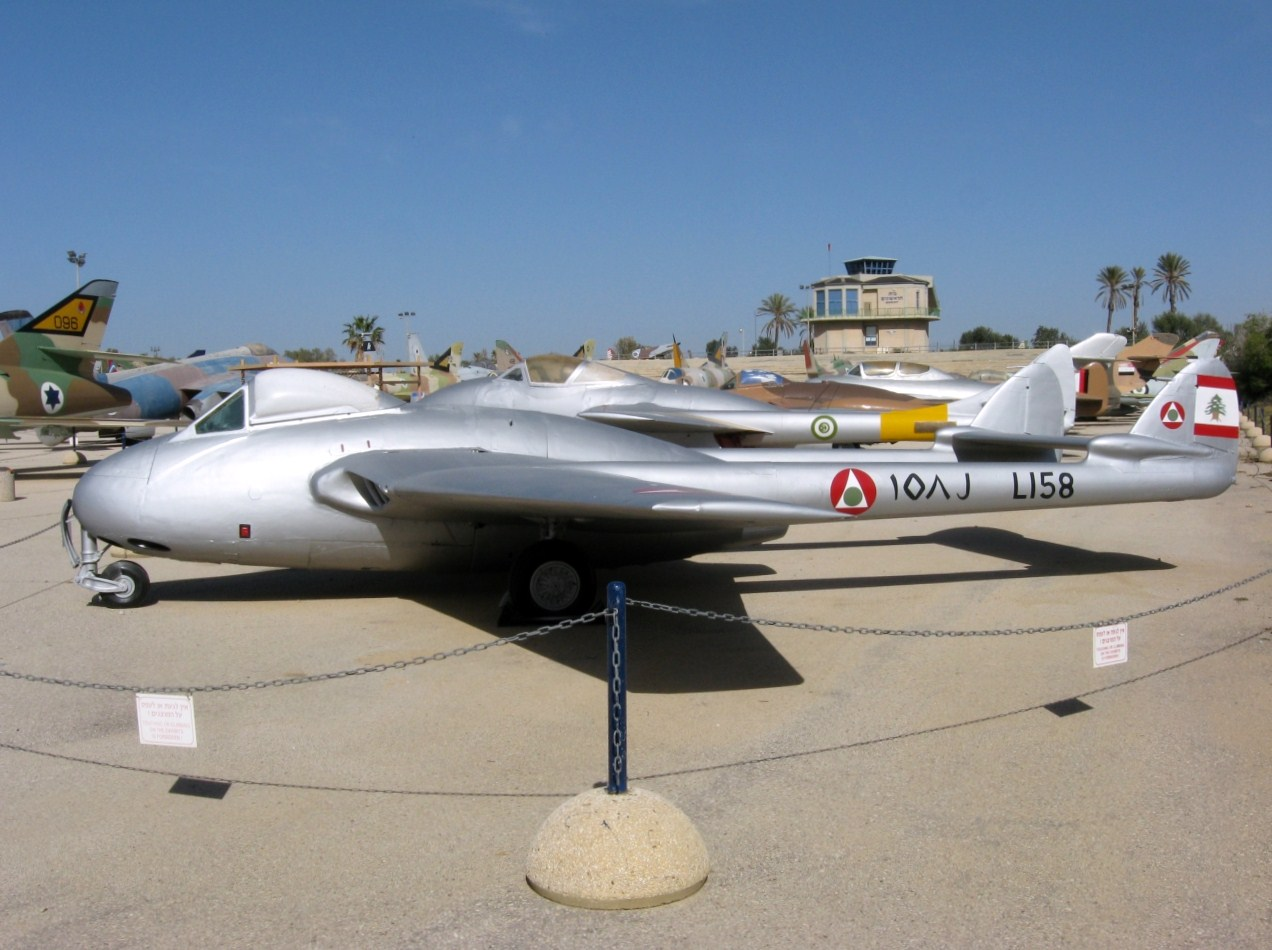
Un Vampire libanais devant un Vampire égyptien.

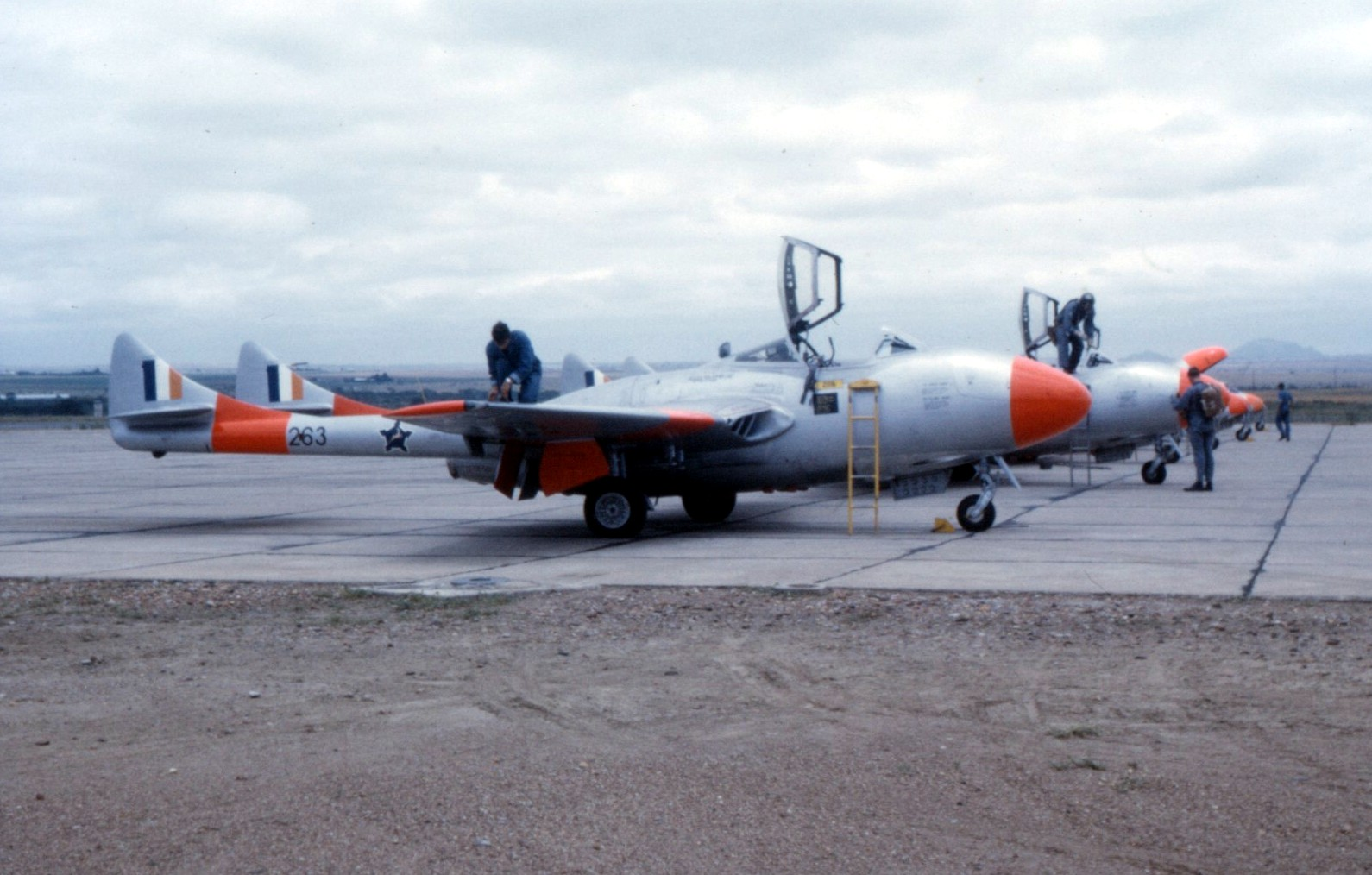
Des Vampire T.55 de l'Afrique du Sud.

#### Suède
La Suède est le premier pays à commander le Vampire, et reçoit le premier de ses 70 Vampire F.1 (désignés localement « J28A ») en juin 1946 : ils équipent d'abord l'unité F13, puis sont transférés à l'unité F3 en 1950 et à l'unité d'entraînement F20 en 1953, avant leur retrait du service en 1956. À partir de 1949, un second lot de 310 Vampire FB.50 (désignés localement « J28B ») est produit, avec des moteurs fabriqués en Suède et envoyés par bateau pour être montés dans les avions assemblés au Royaume-Uni. Ces avions équipent les unités F4, F8, F9, F10, F15, et F18 jusqu'en 1952, puis seulement la F4 et la F18 jusqu'à leur retrait du service en 1955. Certains exemplaires équipent l'unité F14 de 1953 à 1957, pour des missions d'attaque. Trente T.55 (désignés localement « Sk28C ») sont livrés en 1953 pour équiper notamment l'unité d'entraînement F5, suivis de quinze avions supplémentaires en 1955-1956. En 1959, douze exemplaires de monoplaces J28B sont modifiés localement en biplaces Sk28C, à partir d'avant de fuselage fournis par le Royaume-Uni. Un certain nombre de Vampire sont revendus d'occasion à la République dominicaine (voir plus bas), et les derniers exemplaires sont définitivement retirés du service en 1968.

#### Suisse
La Suisse,, commande trois Vampire Mk 1 en 1946, pour essayer l'avion. Le premier exemplaire livré (J-1001) est détruit le 2 août 1946 dans un crash au décollage. Les essais par les troupes d'aviation sont suspendus jusqu'à la livraison du deuxième appareil en mai 1947 (J-1002). En plus du troisième appareil de la commande initiale un  quatrième avion vient remplacer celui détruit en 1946 (j-1003 et J-1004). Ces avions, rendus obsolètes par les nouvelles versions finissent leur carrière pour l'entrainement des troupes de DCA et sont réformés en 1961. Les essais étant concluants, un premier lot de 75 exemplaires du Vampire Mk 6 (immatriculés J-1005 à J-1079) équipés d'un réacteur Goblin 3 est livré par De Havilland à partir de 1949. Ces avions sont réformés en 1971. Il est suivi d'un second lot de 100 appareils (immatriculés J-1101 à J-1200) produits sous licence localement, seuls les moteurs restants fabriqués au Royaume-Uni. En 1960 ces avions sont équipés d'un siège éjectable Martin-Baker. Des biplaces Vampire T.55 (immatriculés U-1201 à U-1239) sont livrés à partir de 1953 : trente produits sous licence et neuf achetés d'occasion. Enfin, trois derniers F.6 produits localement sont livrés au début des années 1960 (immatriculés J-1080, J-1081 et J-1082). Au début des années 1960, les monoplaces sont équipés de sièges éjectables et d'un nouveau manche à balai. Plus tard, le nez est modifié pour permettre l'installation d'équipement radio semblables à ceux des Venom. Quelques avions sont modifiés pour installer des caméras pour prise de vue aérienne, des systèmes de guerre électronique, d'entraînement au tir air-sol, etc.. Au total, vingt-trois monoplaces et deux biplaces seront perdus lors d'accidents. Le Vampire est officiellement retiré du service en juin 1990, mais quelques exemplaires volent encore jusqu'à la fin de cette année-là. Désarmés, ils seront ensuite vendus aux enchères en 1991.

#### Australie
L'Australie, commande d'abord trois Vampire en 1946 : un Vampire F.1, un Vampire F2 et un Vampire FB.5. Un total de 57 chasseurs (désignés « F 30 ») et 23 chasseurs-bombardiers (désignés « FB 31 ») sont ensuite construits sous licence, le premier avion étant livré en juin 1949 et le dernier en août 1953. Tous étaient propulsés par un réacteur Rolls-Royce Nene, également fabriqué sous licence. En 1956, les 24 derniers chasseurs F 30 produits sont modifiés en chasseurs-bombardiers FB 31, et une cinquantaine d'avions sont modifiés pour pouvoir remorquer des cibles (destinées à l'entraînement au tir air-air). Ces 80 monoplaces sont suivis par 104 biplaces : un premier lot de 35 « T 33 » construits par De Havilland entre 1952 et 1955, et un second lot de 69 « T 35A » (avec un siège éjectable et un poste de pilotage amélioré) construits localement entre 1957 et 1960. De son côté, la Royal Australian Navy reçoit cinq biplaces construits localement (désignés « T 35 ») puis cinq Sea Vampire T.22 supplémentaires livrés par le Royaume-Uni en 1959 (désignés « T 34 »). Les monoplaces furent utilisés en première ligne jusqu'en 1954 (au sein des Squadron 75 et 76 de la RAAF et des Squadron 1, 22, 23, et 25 de la Citizen Air Force) tandis que les biplaces servirent jusqu'à la fin des années 1960 (au sein des Operational Training Units 2 et 5). En 1962, la patrouille acrobatique des Red Sales est formée : elle subira un accident fatal le 15 août 1962 lorsque les quatre biplaces entrent en collision lors d'un vol d'entraînement, causant la mort de tous les pilotes. De 1963 à 1968, une autre patrouille de quatre avions est active : elle est désignée « Telstars ».

#### Canada
Le Canada, commande 85 Vampire F.3 qui sont livrés à partir de janvier 1948 en pièces détachées et assemblés à Toronto. Ils équipent d'abord quatre unités auxiliaires (Squadron 400, 401, 438 et 442) puis une unité de première ligne (Squadron 410). En septembre 1949, le Squadron 421 (unité de première ligne) est opérationnel à son tour sur Vampire, suivi des Squadron 441 et 443 (unités auxiliaires) en octobre 1950, et enfin des Squadron 413 et 441 (unités de première ligne) en août 1951. Les Vampire canadiens sont retirés du service en 1956 ; à cette date, sur les 85 avions reçus, 25 avaient été perdus lors d'accidents. De 1949 à 1951, la patrouille acrobatique des Blue Devils (en), issue du Squadron 410, effectue 45 présentations en vol sur Vampire[source insuffisante].

#### Norvège
La Norvège reçoit en mai 1948 ses deux premiers Vampire F.3 d'un premier lot de vingt exemplaires, et commande également trente-six Vampire FB.52. Le dernier F.3 est livré en octobre 1949 et le dernier FB.52 en mars 1951. Ces avions équipent d'abord le Squadron 331 (qui conserve également des Spitfire) puis le Squadron 336 (première unité entièrement équipée d'avions à réaction) et le Squadron 337. À partir de 1952, la Norvège commence à recevoir des avions plus performants : en conséquence, les six Vampire T.55 reçus entre 1951 et 1952 sont renvoyés au Royaume-Uni dès 1955, et les derniers Vampire sont retirés du service en 1957.

#### France

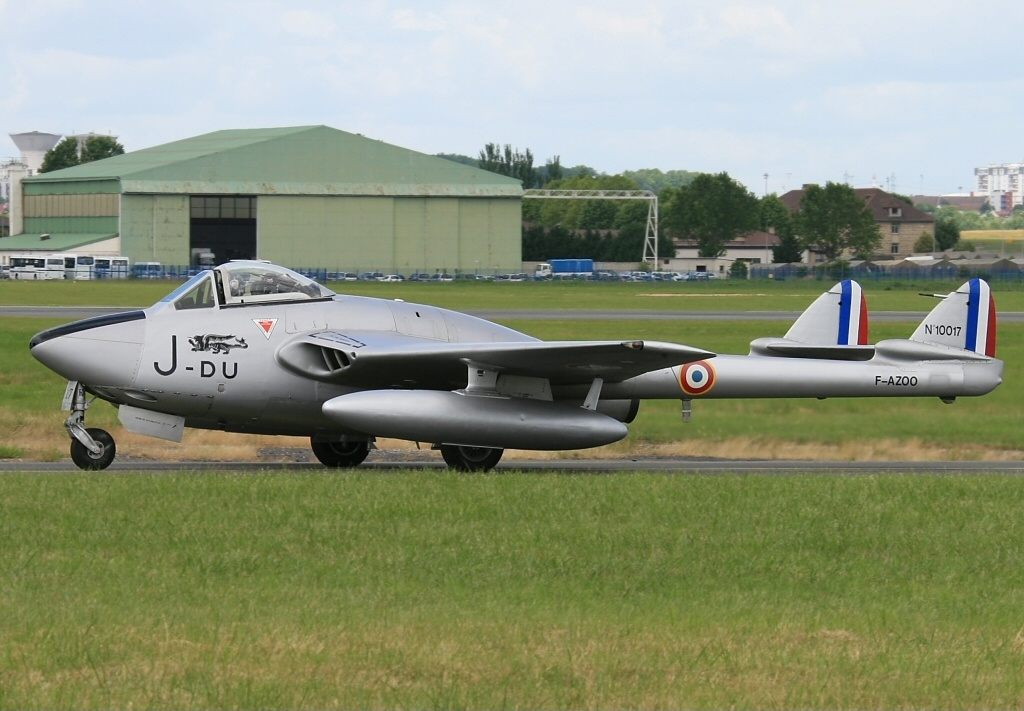
De Havilland DH-100 Vampire FB6 aux couleurs françaises

La France,, reçoit d'abord 30 Vampire F.1 prêtés par l'Angleterre et 90 Vampire FB.5 d'occasion, livrés à partir de décembre 1948, auxquels s'ajoutent 67 FB.51 assemblés localement par la SNCASE à partir de pièces fournies par le Royaume-Uni, et 120 autres entièrement construits localement avec des réacteurs Goblin fabriqués par Hispano-Suiza. Ces 187 avions sont fabriqués entre 1950 et 1954, le premier vol d'un Vampire entièrement construit en France ayant lieu le 21 décembre 1950. Puis la SNCASE développe une version spécifique désignée « Mistral », propulsée par un réacteur Rolls-Royce Nene (fabriqué sous licence par Hispano-Suiza). Le premier vol du SE.530 Mistral (désignation des quatre prototypes) a lieu le 1er avril 1951. Deux versions sont produites à Marignane entre fin 1951 et 1954 : 94 exemplaires du SE.532 avec un réacteur Nene 102B, et 150 exemplaires du SE.535 avec un réacteur Nene 104 et un siège éjectable, lequel est par la suite installé également sur les SE.532.

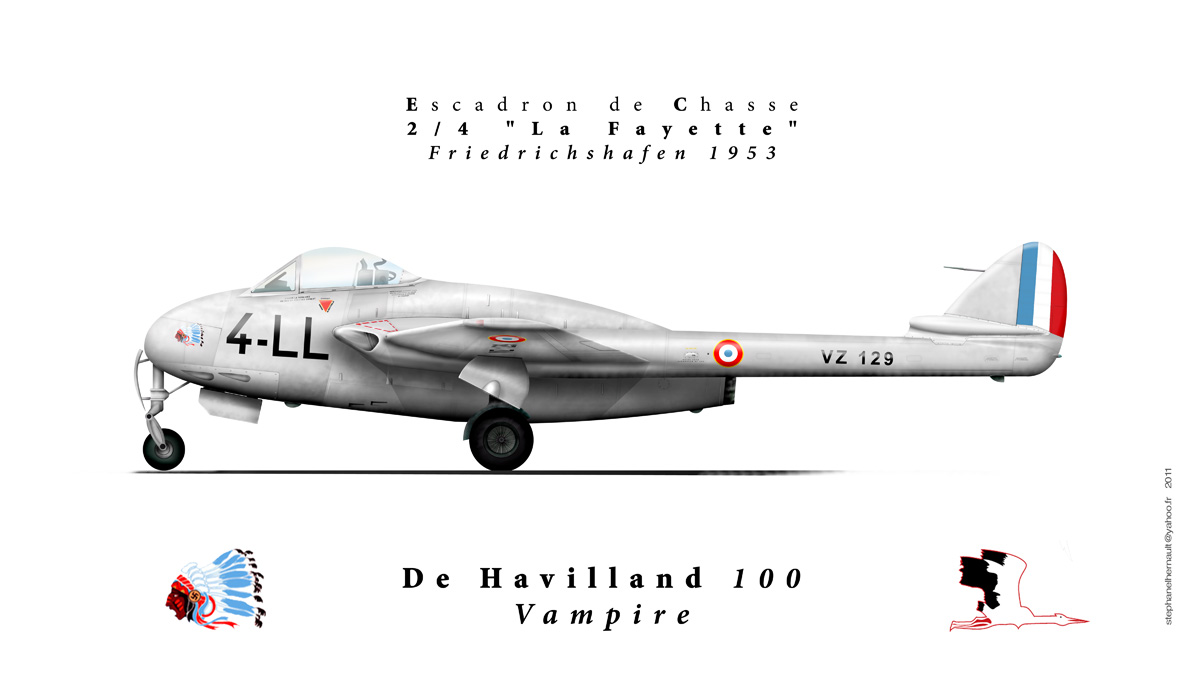
DH100 Vampire de l'Escadron de chasse 2/4 La Fayette, 4e escadre de chasse 1953.

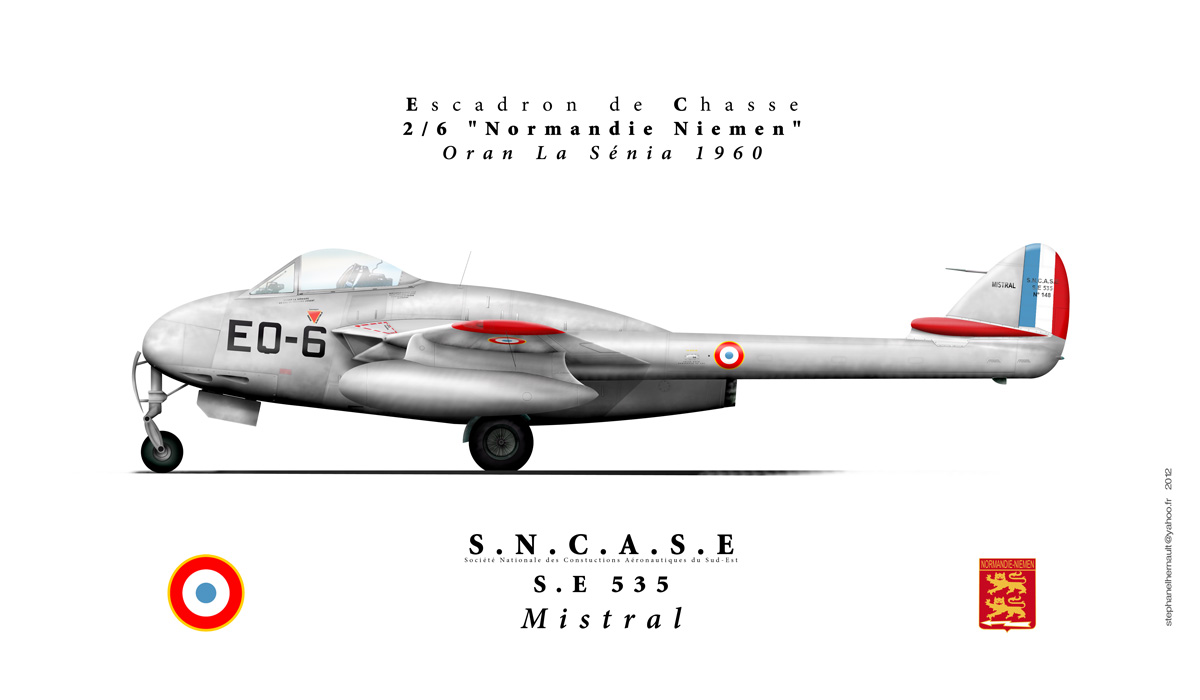
Mistral SE 535 escadron de chasse 2/6 « Normandie-Niémen »., 6e escadre de chasse, Oran 1960.

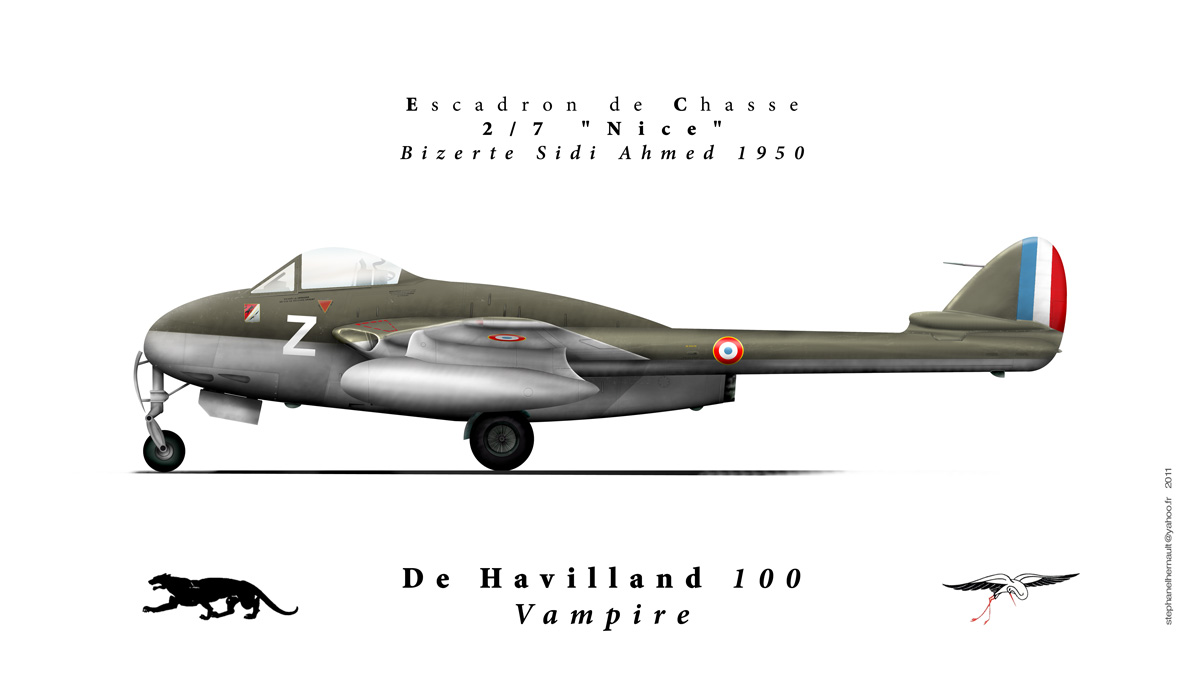
DH100 Vampire de l'Escadron de chasse 2/7 Nice, 7e escadre de chasse, Bizerte 1950.

Dans l'Armée de l'Air, le Vampire et le Mistral équipent les unités suivantes :
- 2e Escadre de chasse, sur Vampire de juin 1949 à juin 1953 ;
- 3e Escadre de chasse, sur Vampire d'octobre 1950 à fin mars 1951 ;
- 4e Escadre de chasse, sur Vampire d'octobre 1949 à 1956 ;
- 5e Escadre de chasse, sur Vampire de 1950 à 1954 puis sur Mistral d'avril 1954 à 1956 ;
- 6e Escadre de Chasse, sur Mistral d'octobre 1952 à juillet 1960 ;
- 7e Escadre de Chasse, sur Vampire de novembre 1951 à 1952 puis sur Mistral de 1952 à 1961 ;
- 8e Escadre de Chasse, sur Mistral d'avril 1955 à 1961 ;
- 10e Escadre de Chasse, sur Vampire de juin 1955 à août 1956 ;
- 20e Escadre de Chasse, sur Vampire d'avril 1956 à mars 1957.

Ils sont notamment utilisés par les forces françaises de 1954 à 1961 durant la Guerre d'Algérie pour l'attaque au sol. Les principales unités équipées de Vampire/Mistral en Algérie étaient la 4e et la 6e escadre de chasse. La 7e étant basée sur la Base aérienne 156 Bizerte Sidi Ahmed (Tunisie), pour sa part la 8e escadre était basée sur la Base aérienne 151 Rabat-Salé (Maroc) et fut la dernière unité à voler sur ces avions et ce, jusqu'à mi-1960 ou début 1961. Les bases algériennes qui en furent équipées étaient la Base aérienne 141 Oran la Sénia, la Base aérienne 145 Colomb-Béchar, la Base aérienne 142 Boufarik (20e escadre de chasse), la Base aérienne 149 Maison Blanche et la Base aérienne 211 Telergma.
L'escadrille 57S de l'Aéronavale a également utilisé des Vampire entre 1953 et 1961. L'escadrille 57S est transférée à Khouribga (Maroc) entre septembre 1954 et juillet 1960, date à laquelle elle rejoint la Base d'aéronautique navale de Port-Lyautey. Son parc aérien est alors de quarante-deux avions : quatorze SNJ, dix-huit Corsair et dix DH100 Vampire.

#### Inde
L'Inde reçoit trois exemplaires du Vampire F.3 en novembre 1948. En 1949, le Squadron 7 est déclaré opérationnel sur Vampire FB.52. HAL construit sous licence un total de 250 monoplaces FB.52 et de 60 biplaces T.55 (dont dix assemblés à partir de pièces fournies par le Royaume-Uni). Un certain nombre de biplaces T.55 seront plus tard modifiés pour la reconnaissance aérienne et re-désignés « PR.55 ». En mai 1953, le Squadron 10 est équipé de Vampire NF.54 (des Vampire NF.10 de la Royal Air Force modifiés et reconditionnés) pour la chasse de nuit : trente avions sont reçus au total. À la fin des années 1950, le Vampire commence à être remplacé soit par des Hunter (Squadron 7 en 1957) soit par des Gnat (Squadron 23 en 1960) mais reste malgré tout en service jusqu'en 1968 (ou 1972 ?). De 1957 à 1976, la marine indienne a utilisé quatre Vampire pour l'entraînement de ses pilotes, au sein d'une escadrille du Squadron 550 finalement redésignée en tant que « Squadron 551 » en 1961.

#### Venezuela
Le Venezuela, commande vingt-quatre Vampire FB.52 en juillet 1949. Les deux premiers exemplaires sont livrés en décembre de la même année, mais il faut attendre décembre 1952 pour que le Vampire soit déclaré opérationnel au sein de l'Escuadrón de Caza 35. Un premier biplace T.55 est commandé en 1952, et sera suivi par cinq autres en 1955 (ou 1958 ?). De 1953 à 1956, la patrouille acrobatique Las Panteras est active sur Vampire. En octobre 1957, cinq monoplaces avaient déjà été perdus lors d'accidents, dont deux lors d'une collision pendant un vol d'entraînement de Las Panteras. En 1961, les Vampire restants sont regroupés avec les Venom de l'Escuadrón de Caza 34 et les F-86 Sabre de l'Escuadrón de Caza 36, pour former le Grupo Aéreo de Caza 12. À partir de 1968, l'utilisation des Vampire va décroissante, avant leur retrait définitif en 1973.

#### Italie
L'Italie, signe en octobre 1949 une commande pour cinq Vampire FB.5, cinquante Vampire FB.52, quatre Vampire NF.10 et dix Vampire NF.54, ainsi qu'un accord de production sous licence de cent-vingt Vampire FB.52. Les cinq Vampire FB.5 sont livrés en mars 1950. En décembre 1951, FIAT et Aermacchi livrent tous les deux leur premier Vampire FB.52 construit localement. Les Vampire équipent d'abord le 4e Stormo, puis le 6e Stormo et enfin, plus tardivement, le 2e Stormo. En 1956, une trentaine d'avions italiens sont revendus d'occasion à l'Égypte et à la Syrie, alors que les Vampire sont progressivement remplacés par des F-84 Thunderjet et F-86 Sabre.

#### Nouvelle-Zélande
La Nouvelle-Zélande, commande un premier lot de 18 Vampire FB.52, qui sont livrés entre 1951 et 1952. Ils sont suivis de 6 biplaces T.55 en 1952, et de 8 monoplaces FB.5 d'occasion en 1953. Un dernier lot de vingt-et-un FB.5 et cinq biplaces T.11 (tous d'occasion) est livré en 1955 et 1956. Enfin, un certain nombre de Vampire FB.9 et biplaces T.11 sont loués à la Royal Air Force et utilisés depuis Chypre entre 1952 et 1956. En 1968, la patrouille acrobatique des Yellow Hammers est formée au sein du Squadron 75, mais est dissoute après un an d'activité.

#### Liban
Le Liban commande le Vampire en 1952 et envoie des pilotes se former au Royaume-Uni. Un premier lot de six avions est livré en août 1953, et le pays recevra au total seize exemplaires : quatre en version FB.5, cinq en version FB.52,trois en version FB.9 et enfin quatre biplaces T.55. Les monoplaces sont utilisés jusqu'à la fin des années 1960, seuls deux biplaces restant en ligne avant d'être retirés à leur tour à la fin des années 1970.

#### Afrique du Sud
L'Afrique du Sud, reçoit 77 Vampire au total :
- 30 Vampire FB.52 (numéros 227 à 256, livrés à partir de 1953 : il s'agit en fait de FB.9 d'occasion) ;
- 21 Vampire T.55 (numéros 257 à 277, utilisés de juillet 1954 à juin 1956) ;
- 20 Vampire FB.5 (numéros 201 à 210) et FB.6 (numéros 211 à 220) ;
- 6 Vampire T.11 d'occasion (numéros 221 à 226).

Ces avions sont mis en œuvre au Squadron 1, Squadron 2, et à l'Air Operation School. La patrouille acrobatique des Bumbling Bees est active de 1953 à 1958 sur Vampire. Au début des années 1970, environ quinze monoplaces et vingt biplaces sont cédés à la Rhodésie, qui les utilise jusqu'en 1982.

#### Chili
Le Chili commande cinq biplaces Vampire T.55 en octobre 1953, pour équiper le Grupo de Aviación no 7 (défense aérienne). Les avions sont livrés début avril 1954 sur la base de Los Cerrillos, et le premier vol d'un avion à réaction chilien a lieu le 29 avril. Le 7 septembre 1954, le Vampire numéro 3 est perdu lors d'un accident, son pilote réussissant à sauter en parachute. L'avion ne sera remplacé qu'en 1957, par l'achat d'un sixième Vampire. L'arrivée des premiers Lockheed T-33A, à partir d'octobre 1956, relègue les Vampire au second plan. En février 1965, les cinq Vampire sont transférés au Grupo de Aviación no 8 de Cerro Moreno et leur tâche principale devient l'attaque au sol. En janvier 1973, quatre des cinq Vampire ont atteint leur limite d'usure et doivent être retirés du service, tandis que dix T.11 et T.22 d'occasion sont réceptionnés. Fin 1974, le Chili dispose finalement de onze Vampire, camouflés et armés de deux canons de 20 mm, dont quatre disposant également de porte-bombes ou porte-roquettes. Les avions sont transférés au Grupo de Aviación no 4, et destinés à l'entraînement des futurs pilotes de Hawker Hunter. En mars 1975, le Grupo de Aviación no 4 est transféré à Chucumata. En 1976, cette unité revient en première ligne pour des missions d'appui rapproché. Le 28 avril 1976, un Vampire s'écrase lors d'un vol à basse altitude, tuant ses deux pilotes. En janvier 1977, l'arrivée des A-37 Dragonfly au Grupo de Aviación no 4 provoque l'arrêt des vols sur Vampire. Les avions sont stationnés à l'extérieur, sans protection contre les intempéries, avant leur transfert quelques mois plus tard au Grupo de Aviación no 8, qui remet en état les six Vampire restants. Le 24 mai 1979, un Vampire s'écrase lors d'un vol à basse altitude, tuant son pilote. Le retrait des Vampire est effectif de 31 décembre 1980. Deux avions font un dernier vol le 21 mars 1981, lors des cérémonies du 51e anniversaire de la FACh.

#### Jordanie
La Jordanie commande d'abord deux Vampire T.11 qui sont livrés en 1955, suivis par dix Vampire FB.9 offerts par le Royaume-Uni. En octobre 1958, lors de l'arrivée des premiers Hunter, les Vampire sont transférés au Squadron 2. Ils sont retirés du service en 1962, leur dernier vol ayant lieu le 17 avril de cette année.

#### République dominicaine
La République dominicaine rachète en 1955 un premier lot de vingt-cinq Vampire J28A à la Suède. Ces avions sont modifiés localement pour pouvoir être utilisés en tant que chasseurs-bombardiers. En 1957, dix-sept avions suédois supplémentaires sont reçus, il s'agit cette fois de J28B. En 1966-1967, quinze Vampire étaient encore en service. Les douze derniers avions sont réformés en 1974.

#### Indonésie
L'Indonésie reçoit huit Vampire T.55 en 1956. Immatriculés J-701 à J-708, ces avions sont affectés au Squadron 11 mais leur utilisation sera de courte durée en raison de l'arrivée de Mig-15 UTI en 1958, puis de Mig-17 en 1959. Les Vampire sont finalement revendus à l'Inde en 1963.

#### Mexique
Le Mexique reçoit quinze Vampire F.3 d'occasion fournis par le Canada, qui sont livrés en février 1961 et affectés à l'Escuadron Aéreo 200. Plus tard, deux biplaces T.11 d'occasion sont fournis par le Royaume-Uni. À la suite d'une série d'accidents fin 1966 / début 1967, les treize Vampire restants sont arrêtés de vol. Un peu plus tard, trois avions (un Vampire T.11 et deux Vampire F.3) reprennent du service pour des missions d'entraînement, mais les Vampire sont finalement réformés en juin 1969.

## Engagements

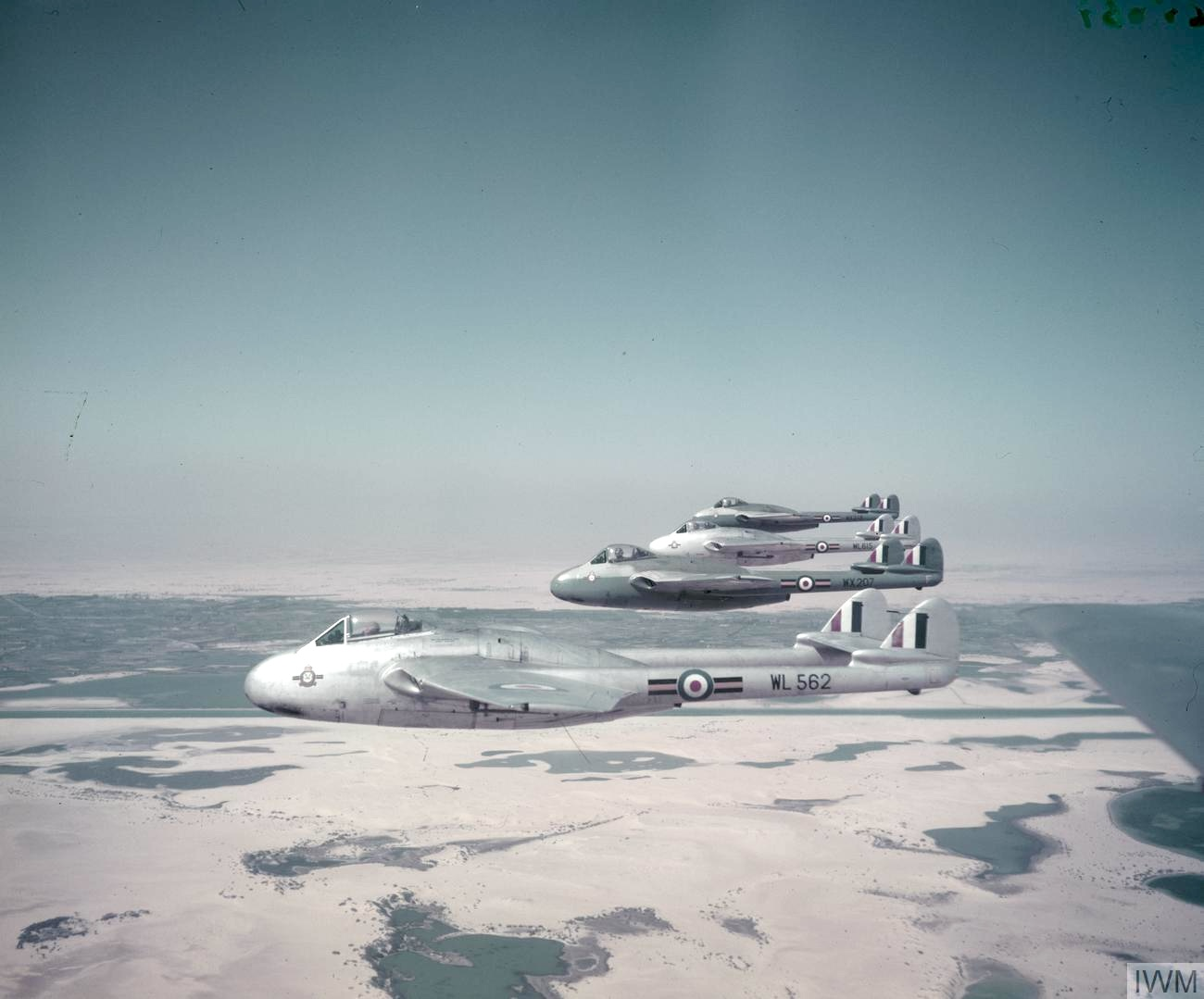
Des Vampire britanniques au-dessus de l'Égypte, en 1952.

Le Vampire arriva trop tard pour participer à la Seconde Guerre mondiale. Il n'y eut ainsi aucun affrontement entre avions à réaction pendant ce conflit, l'Allemagne restant seule à pouvoir engager divers engins non équipés de moteurs à pistons.
La France utilisa ses Vampire et Mistral pendant la guerre d'Algérie (1954-1962).
La Nouvelle-Zélande déploya un escadron de Vampire de 1952 à 1955 à Chypre (alors colonie britannique) puis, de 1955 à 1958, engagea ses Vampire contre la guérilla communiste en Malaisie.
L'Égypte engagea ses Vampire pendant la crise du canal de Suez (1956), où quatre Vampire sont abattus lors d'un affrontement avec deux Mystère IV israéliens.
L'Inde utilisa ses Vampire lors de l'invasion de Goa en 1961 puis lors de la deuxième Guerre indo-pakistanaise.
L'État du Katanga a acquis deux Vampire qui furent détruits par l'aviation de l'ONU avant d'être mis en service, le 29 décembre 1962, lors de la crise congolaise.
La république dominicaine les engagea durant la guerre civile de 1965 conduisant à l'occupation de la République dominicaine par les États-Unis.
La Rhodésie les employa durant la guerre du Bush de Rhodésie du Sud.

## Variantes

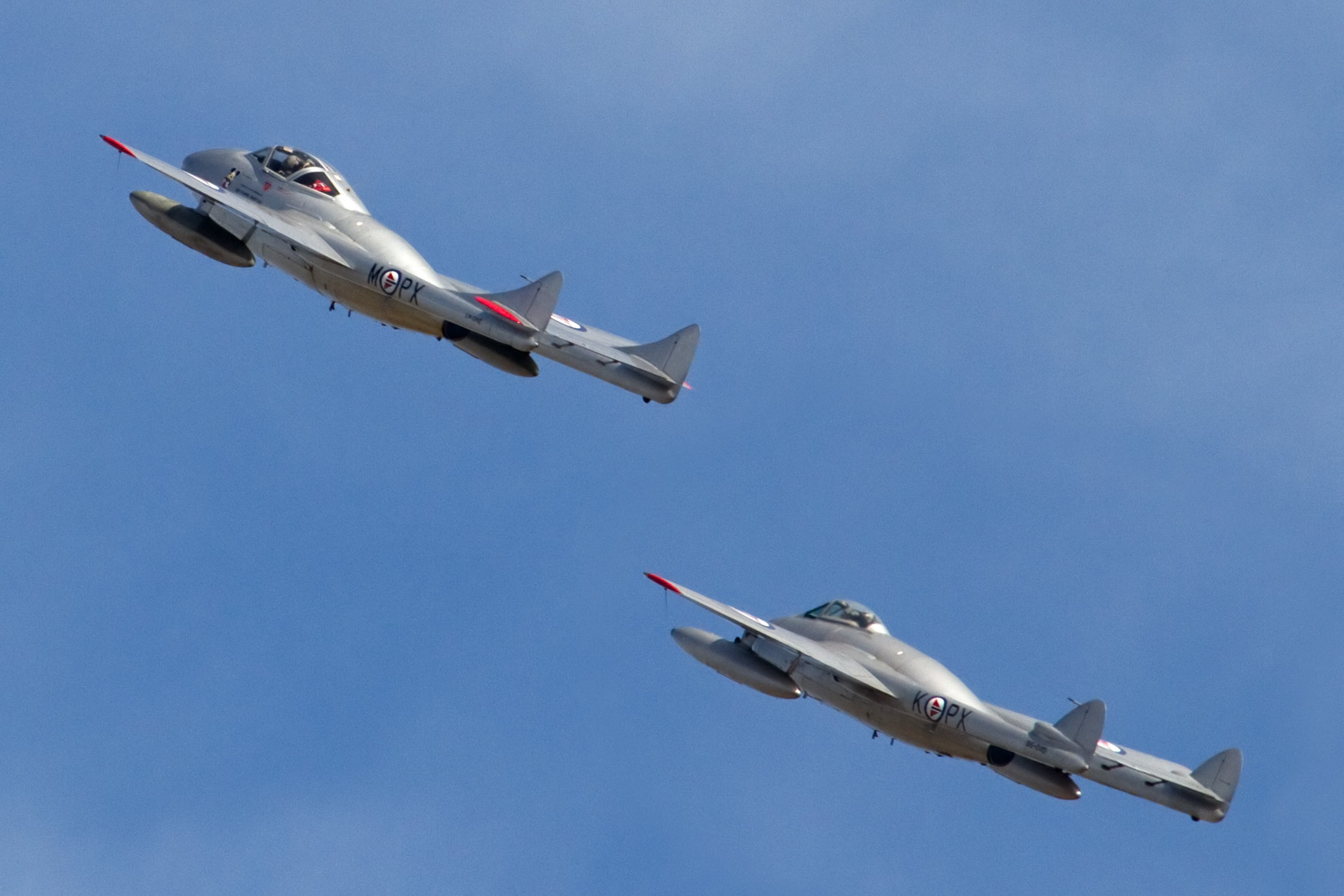
Un Vampire biplace et un Vampire monoplace aux couleurs de la Norvège.

- Vampire F.1 - première version de série (228 exemplaires)
- Vampire F.2 - prototypes avec un réacteur Rolls-Royce Nene (3 exemplaires)
- Vampire F.3 - nouvelle aile avec plus de carburant, dérives modifiées (222 exemplaires)
- Vampire FB.5 - version modifiée pour l'attaque au sol (1 044 exemplaires)
- Vampire FB.6 - version avec un réacteur Goblin 3 pour la Suisse (178 exemplaires, dont 103 sous licence)
- Vampire FB.50/51/52 - versions d'export des FB.5 et FB.6 (1 300 exemplaires, dont 620 sous licence en plus des variantes ci-dessous)
  - Saab J28, A28, Sk28 - Vampires FB.50 construits en Suède (310 exemplaires sous licence)
  - Vampire F.30/FB.31/FB.32 - monoplaces avec un réacteur Rolls-Royce Nene construites en Australie (80 exemplaires sous licence)
  - SE.530/532/535 Mistral - version avec un réacteur Rolls-Royce Nene construite en France (248 exemplaires sous licence)
- Vampire FB.9 - FB.5 avec air conditionné (266 exemplaires)
- Vampire NF.10 - biplace équipé d'un radar, destiné à la chasse nocturne (75 exemplaires)
- Vampire NF.54 - version d'export du NF.10 (30 NF.10 modifiés et 10 exemplaires neufs)
- Vampire T.11 - biplace d’entraînement (537 exemplaires)
- Vampire T.33/34/35 - biplaces construits en Australie avec un réacteur Goblin 3 (109 exemplaires, dont 74 sous licence)
- Vampire T.55 - version d'export du T.11 (322 exemplaires ?)
- Sea Vampire F.20 - version navalisée pour la Royal Navy (18 F.3 et FB.5 modifiés)
- Sea Vampire T.22 - version modifiée du T.11 pour la Royal Navy (73 exemplaires)

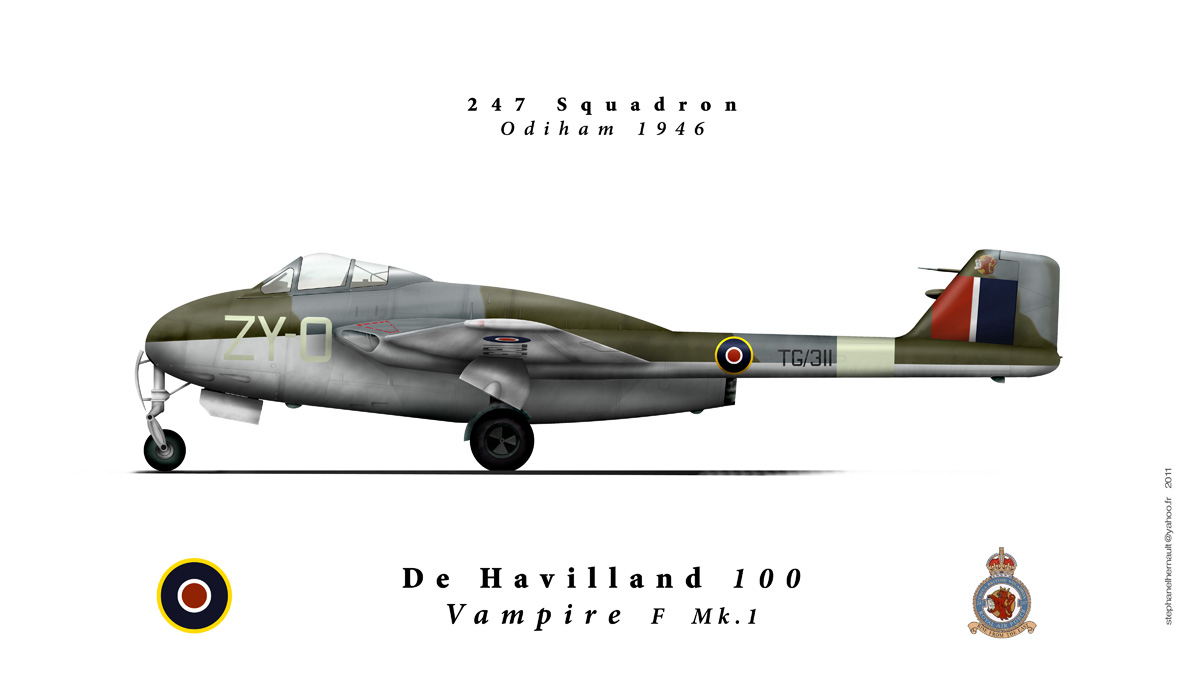
Vampire Mk1.
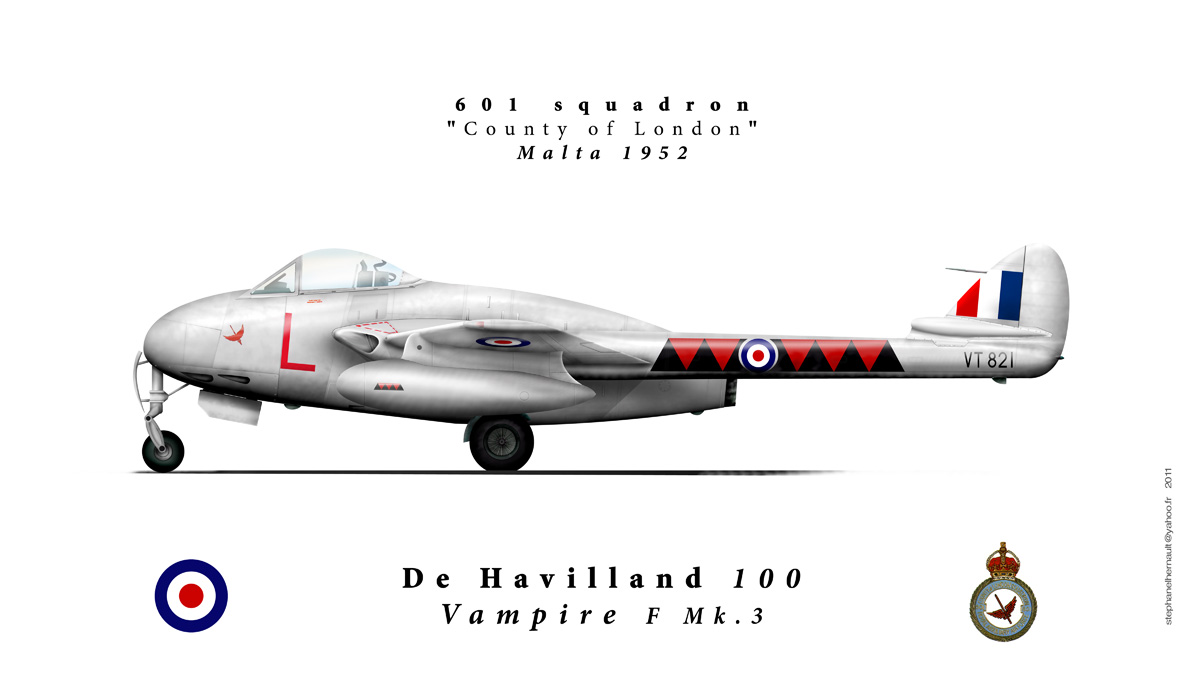
Vampire Mk3.
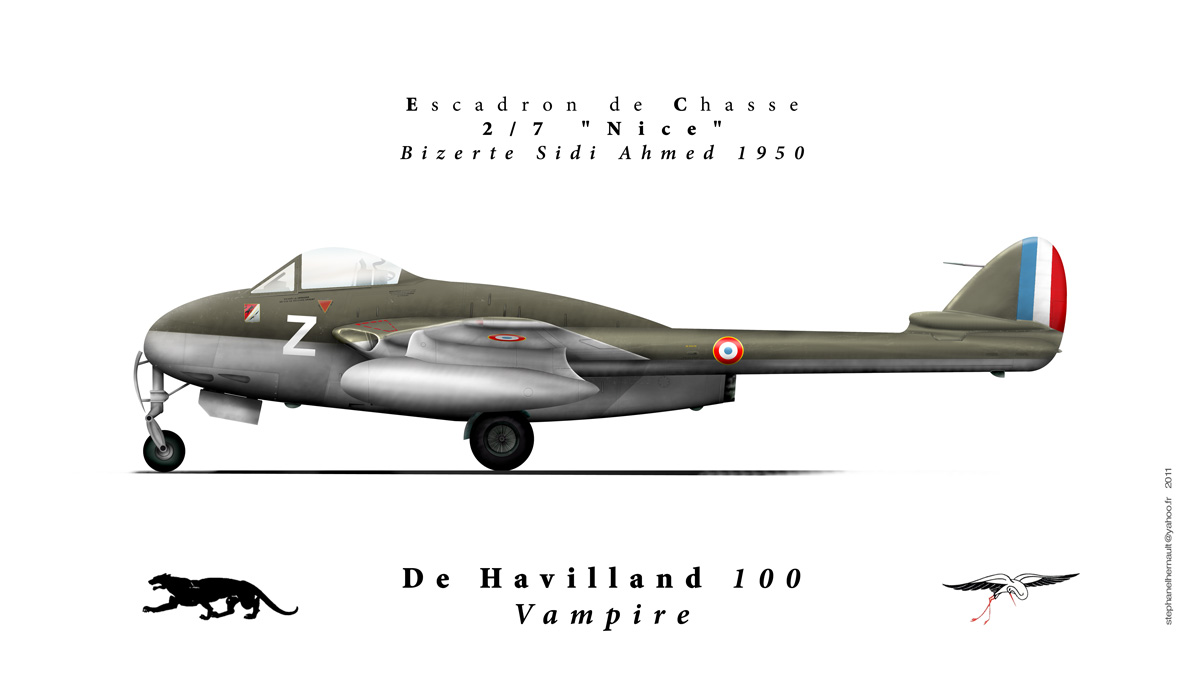
Vampire Mk5.
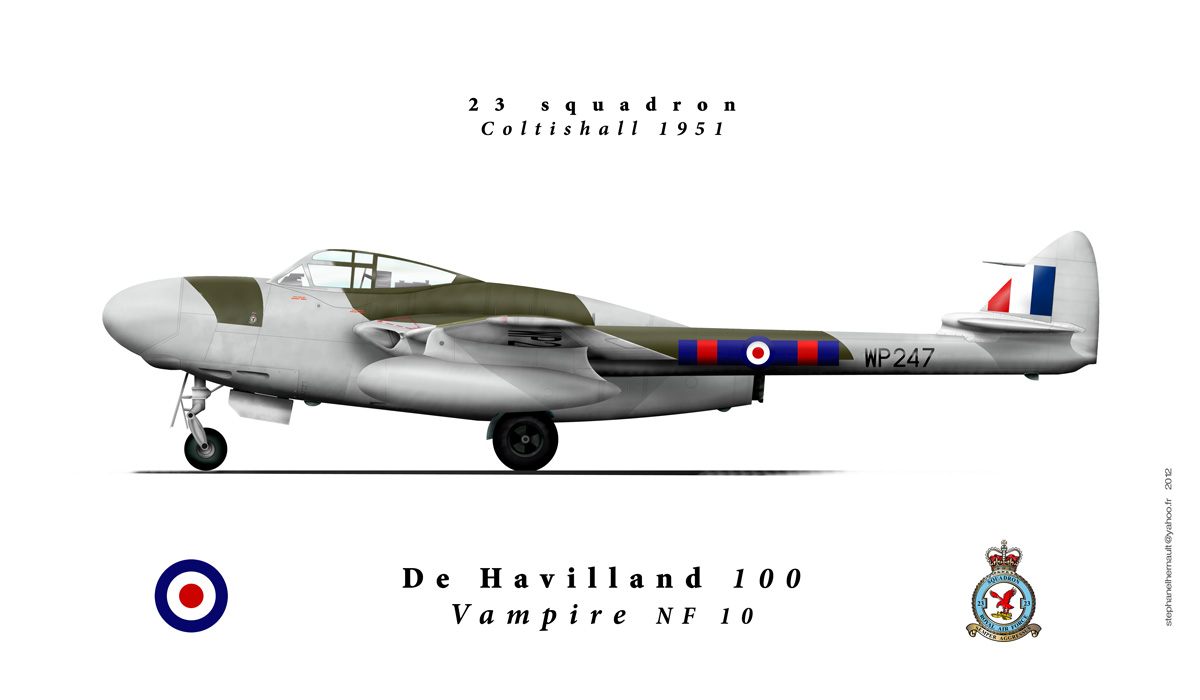
Vampire NF10.
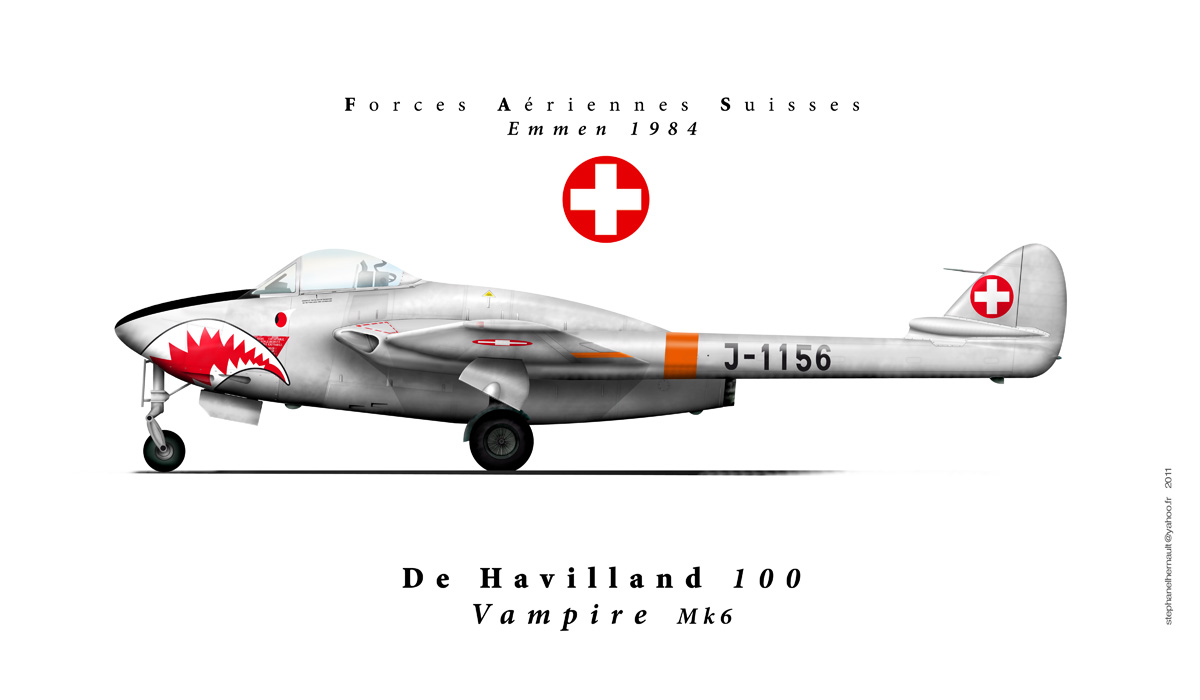
Vampire Mk6.
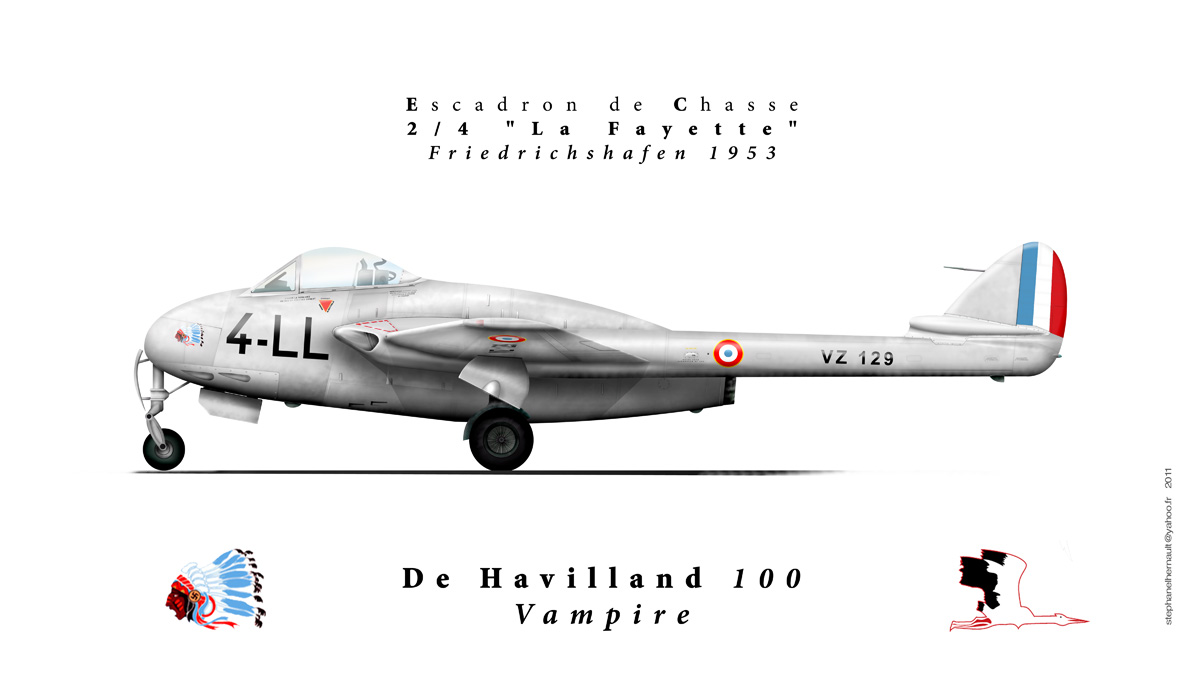
Vampire Mk5.
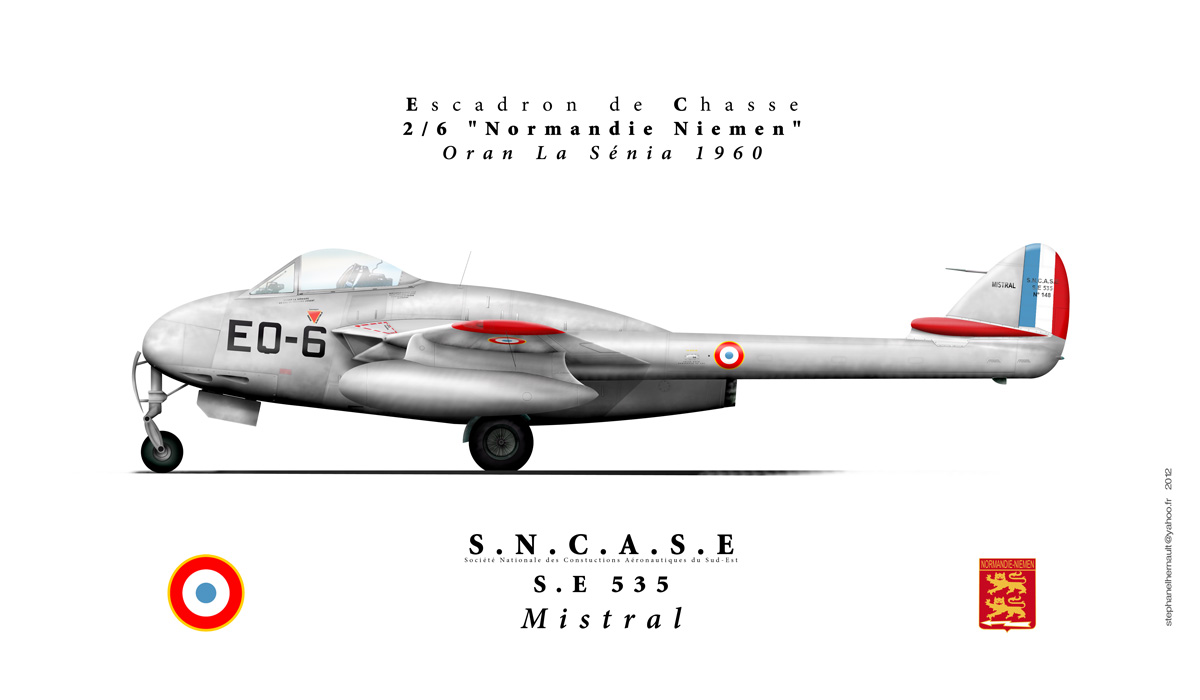
SNCASE Mistral.
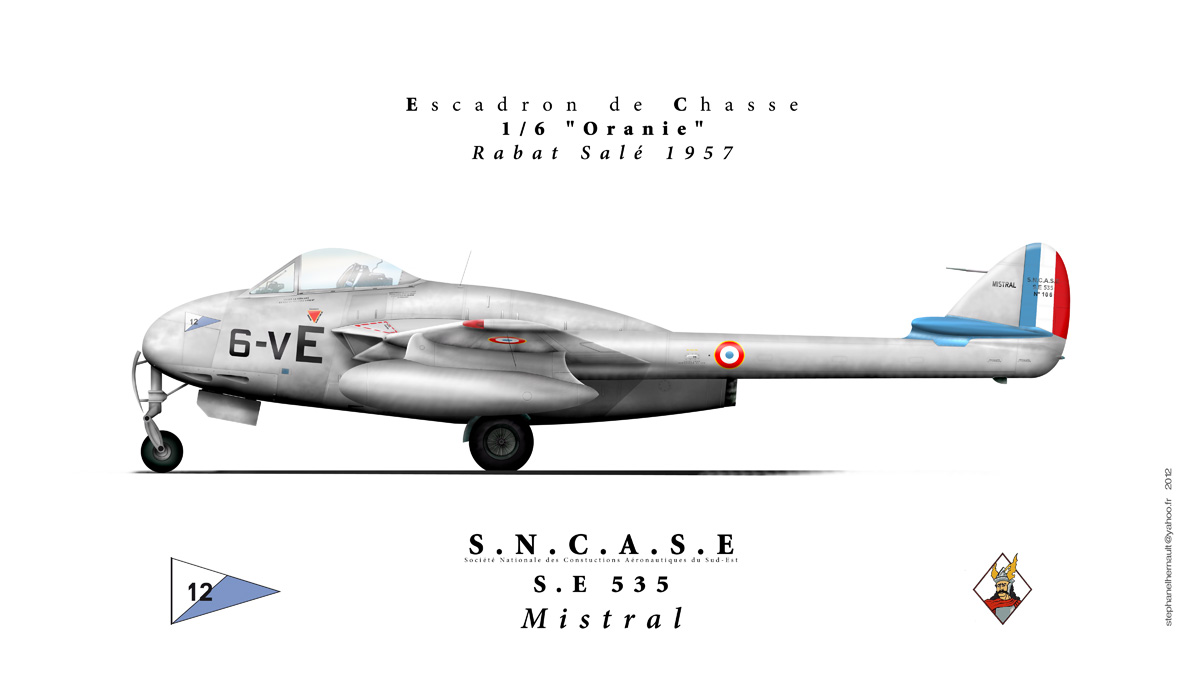
SNCASE Mistral.

## Pays utilisateurs
- Afrique du Sud (41 avions neufs, 36 avions d'occasion)
- Arabie saoudite (19 avions)
- Australie (197 avions neufs)
- Autriche (5 avions neufs, 4 avions d'occasion) [43]
- Birmanie (8 avions)
- Canada (85 avions neufs)
- Chili (6 avions neufs, 10 avions d'occasion)
- Égypte
- Finlande (15 avions)
- France (435 avions neufs, 120 avions d'occasion)
- Inde (313 avions neufs, 30 avions d'occasion)
- Indonésie (8 avions neufs)
- Italie (189 avions neufs)
- Irak (18 avions)
- Irlande (3 avions)
- Katanga (2 avions)
- Jordanie (12 avions)
- Liban (16 avions)
- Mexique (17 avions d'occasion)
- Norvège  (62 avions neufs)
- Nouvelle-Zélande (32 avions neufs, 26 avions d'occasion)
- République dominicaine (25 avions d'occasion)
- Rhodésie (environ 35 avions d'occasion)
- Royaume-Uni
- Suède (425 avions neufs)
- Suisse (212 avions neufs, 9 avions d'occasion)
- Syrie
- Venezuela (30 avions neufs)

Plusieurs dizaines d'avions issus des surplus militaires connaissent une carrière civile. La Federal Aviation Administration compte, en septembre 2012, 31 Venom et Vampire enregistrés aux États-Unis.